# El sueño de Nabucodonosor
El sueño de Nabucodonosor es un episodio bíblico. Se describe en el Antiguo Testamento, en el capítulo 2 de Libro de Daniel. El mismo narra como un joven hebreo deportado en Babilonia, Daniel, es capaz de relatar e interpretar un sueño que había perturbado al rey Nabucodonosor II. Dicho sueño era una profecía de los imperios sucesivos que regirían "sobre toda la tierra", representados por medio de una estatua compuesta por diversos metales, uno por cada reino. Finalmente, una piedra que representa un reino levantado por el Dios del Cielo, destruye la imagen lo que anticipa el triunfo de este reino elegido por Dios, del cual se anuncia que será eterno.
El resultado inmediato del episodio es el reconocimiento por parte de Nabucodonosor de la superioridad de Yahveh, cuyo nombre del Dios verdadero adorado por Daniel, y el ascenso del joven y sus compañeros a los más altos cargos del reino.

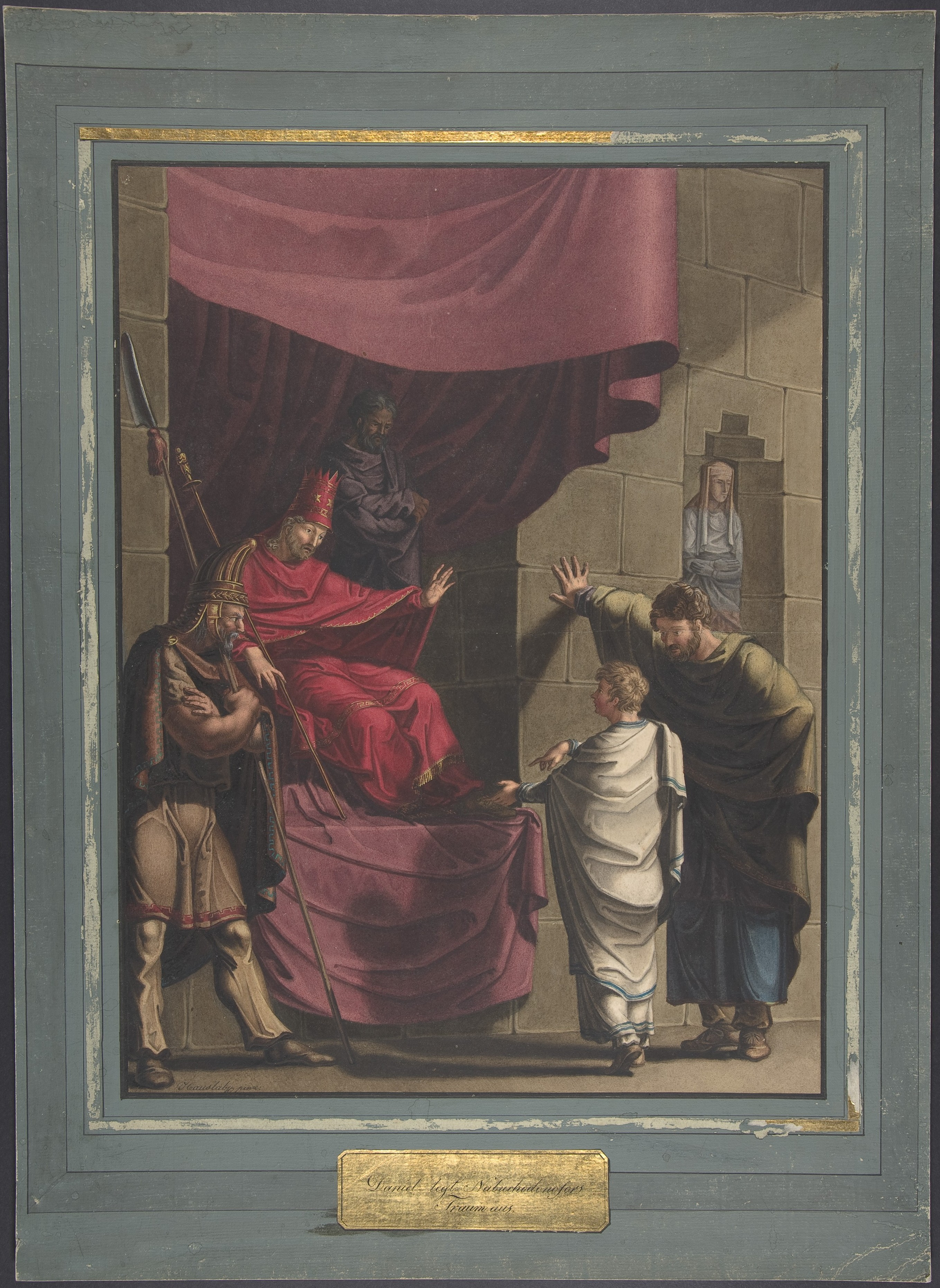
Daniel interpreta el sueño de Nabucodonosor, dibujo y acuarela de Franz von Hauslab, el joven, medidados. Colección del Museo Metropolitano de Arte, Nueva York.

Este episodio, que sucedió realmente en aquel tiempo, se convirtió en uno de los textos más citados del Libro de Daniel, junto con las Profecía de las Semanas, y ha servido de base para algunas interpretaciones de la Historia desde el siglo I.

## Relato
En el segundo año de su reinado, Nabucodonosor, rey de Babilonia, tuvo un sueño que lo preocupó profundamente. Convocó entonces a "magos, encantadores, hechiceros y a los caldeos" para que lo interpreten, pero exige que antes le digan cuál fue el sueño, el cual no es capaz de recordar. Ellos afirman que ningún hombre puede hacer tal cosa, y Nabucodonosor ordena que sean ajusticiados. Este decreto también recae sobre Daniel, quien era considerado un sabio pero no había estado ante el rey. El encargado de la ejecución, Arioc, capitán de la guardia, informa a Daniel de lo sucedido; este, a su vez pide al soberano que le dé tiempo para interpretarlo. Esa misma noche, Daniel y sus compañeros Ananías, Misael y Azarías, oran al Dios del Cielo. Esa misma noche la interpretación le es revelada a Daniel, quien compone una oración de agradecimiento.
Por medio de Arioc, Daniel accede a una audiencia con el monarca, a quien es presentado con su nombre babilonio, Baltasar y como miembro del pueblo judío. 
A continuación describe el sueño que consiste en la visión de una gran estatua, brillante y de aspecto terrible, cuya cabeza es de oro, sus brazos y pecho de plata, el vientre y los muslos de bronce, las piernas de hierro y los pies de hierro mezclado con arcilla. Aparece entonces una piedra, que no ha sido cortada por manos humanas, la cual golpea los pies de la estatua y la destruye, desplomándose esta al suelo sin dejar rastro. Por último, la piedra se convierte en una montaña que llena el mundo entero. 
Después de relatar el sueño, Daniel lo interpreta: se trata de cuatro reinos sucesivos, comenzando con Nabucodonosor, representado por la cabeza de oro, vendrán un reino de plata y otro de bronce. El reino siguiente, las piernas de hierro, será particularmente destructivo, como las armas de hierro, pero el último será un reino «dividido» fuerte como el hierro y frágil como el barro, que pretenderá unirse «por simiente humana», pero no lo logrará. Durante este último reino, «en los días de estos reyes», dice el texto, Dios levantará un reino eterno que jamás será dado a otro pueblo.
Al escuchar el sueño y la interpretación, Nabucodonosor se pone de rodillas ante Daniel  y afirma que el Dios de Daniel es « Dios de dioses y Señor de reyes y revelador de misterios». Por último, nombra al deportado judío, «gobernador sobre toda la provincia de Babilonia y jefe supremo sobre todos los sabios». En cuanto a sus tres compañeros, mencionados con su nombre babilonio de Sadrac, Mesac y a Abed-nego, les confiere la administración de Babilonia.

## Género literario
Este relato, como gran parte del Libro de Daniel, es un apocalipsis, un género literario en el cual se revela una realidad celestial, tales obras se caracterizan por visiones simbólicas, énfasis en   los eventos cósmicos como reflejos de la Historia, la presencia de ángeles y demonios y un personaje conocido que hace de mediador entre el Cielo y el mundo humano; en todos los casos este personaje es pseudónimo, ya que la obra se escribe en su nombre pero en un momento histórico posterior. Los apocalipsis trascienden a las creencias del judaísmo y el cristianismo, aparecen entre el siglo IV a. C. y el siglo II d. C. en el mundo helenístico y romano; muestran influencias de mitologías anteriores o ajenas, referencias a sucesos históricos conocidos, a veces citados de manera equívoca, y la expectativa de que los dioses restaurarán una gloria desaparecida o vindicarán a un pueblo oprimido.
Daniel era un sabio citado por la tradición cananea, de la cual la hebrea era una parte. Aquí, sin embargo, solamente se conserva el nombre y se hace de él un noble de la casa real de Judá, por ende descendiente de David, joven y particularmente piadoso. Como tal es el destinatario de la revelación divina: ya que ha aprendido la sabiduría de los magos babilónicos, denominados caldeos, de manera anacrónica, y los ha superado, porque Dios es la verdadera fuente del conocimiento. El objeto del presente relato es anunciar que Dios mismo, por medio de un reino de santos, intervendrá en la historia para destruir a todos los reinos opresores.
En su origen, sin embargo, el relato era un típico cuento de la corte, cuyos antecedentes de remontan a la literatura sapiencial de Mesopotamia y Egipto. La trama es la habitual: un rey plantea un problema que ninguno de sus cortesanos, gente de alto rango, es capaz de resolver. El rey se irrita y amenaza de muerte a los poderosos. Entonces aparece una persona de rango inferior lo resuelve y es recompensada. Aquí se añadieron, además del apocalipsis representado por la imagen y la piedra, el elemento del sueño oculto, el relato onírico es otro género, una doxología, la oración de acción de gracias, y una aretología, que da cuenta de los hechos maravillosos de Daniel.

## Análisis del texto

### Libro de Daniel
El Libro de Daniel se originó como una colección de cuentos populares entre la comunidad judía en Mesopotamia durante los períodos persa y helenístico temprano (siglos V al III a. C.). Durante el levantamiento de los Macabeos (siglo II a. C.), se le añadieron las visiones de los capítulos 7-12. Esto ha sido establecido más allá de toda duda por los estudios bíblicos y es aceptado incluso por instituciones académicas confesionales.
Daniel es una figura legendaria; elegido porque era el nombre de un personaje vidente y sabio de la tradición cananea y hebrea. Los relatos tienen el estilo propio del cuento popular, relatados con sencillez por un narrador anónimo y donde aparecen los reyes y su corte desde la perspectiva del pueblo. El libro mezcla el hebreo con el arameo; en este relato, una parte está en hebreo y el resto en arameo. Se utiliza de manera abundante la estructura conocida como quiasmo, esto es un tema central, relatado en la mitad de la narración, enmarcado por temas repetidos al comienzo y al final.

### El capítulo 2
Dentro del libro, este relato asume la forma de un quiasmo, con la siguiente estructura:
   A. Introducción: sitúa los eventos en una fecha específica, al modo de las profecìas. El año segundo de Nabucodonosor corresponde al 603 a. C.(v.1)
       B. El rey y los falsos sabios (vv.2-12)
           C. Presentación del conflicto: los sabios serán ejecutados (vv. 13–16)
               D. Oración de Daniel y sus compañeros, revelación del misterio. Acción de gracias (vv. 17-23)
           C'. Resolución del conflicto, el sabio Daniel responde ante el rey (vv.24-25)
      B'. El rey y el verdadero sabio, Daniel (vv.26–47)
A'. Resolución: Daniel y sus compañeros son exaltados (vv.48–49)
Al igual que el capìtulo 1 de libro, los primeros tres versículos del 2 están en hebreo, a partir del versículo 4 se lee, en hebreo, "Entonces los caldeos hablaron al rey en arameo". A partir de aquí y hasta el capítulo , el libro usa el arameo.Esta combinación de hebreo y arameo sigue siendo un problema a resolver, si bien la división en capítulos y versículos es medieval.
El relato en su forma actual, que combina el relato histórico con la profecía apocalíptica, es de época helenística (los reinos de "hierro y arcilla") entre finales del siglo IV y comienzos del siglo III a. C., sin que puedan darse más precisiones. Al no mencionarse una persecución específica, es improbable que corresponda al reinado de Antíoco Epífanes. La historia del relato, sin embargo, puede remontarse a los tiempos de los reyes aqueménidas e incluso antes, ya que los cuatro metales pueden referirse a los cuatro sucesores de Nabucodonosor, a saber: Evilmerodac, Neriglisar, Labashi-Marduk y Nabónido.

## Interpretaciones
Este sueño ha sido interpretado como una descripción de los diferentes imperios que han dominado al pueblo judío y la Tierra de Israel, a saber; los imperios babilónico, persa, medo y macedonio.
Otros interpretan así: Babilónico, medo-persa, greco-macedónico y romano; considerando a los pueblos medos y persas como uno solo bajo la dinastía Aqueménida.
Los pies de barro simbolizan, según los preteristas, a los diez reyes de la dinastía seléucida, sin embargo, los dispensacionalistas los interpretan como los diez pueblos, simbolizados por diez dedos, que destruyeron el imperio romano, de los cuales tres desaparecieron (hérulos, vándalos, ostrogodos) y quedaron siete, cumpliendo así la profecía de los cuernas de la bestia que surge del mar en Apocalipsis. Otros, en cambio, interpretan a los pies de barro como la Unión Europea que, entre los círculos escatológicos, se le llama "La Roma revivida" o "La nueva Roma", dando alusión a esta última, y su rol sobre los estudios de "los últimos Tiempos".
Para los Testigos de Jehová los pies de barro mezclado de hierro con barro cuya presencia esta en la época que reina como potencia el imperio anglo-americano para el fin de los tiempos son el conjunto de naciones débiles tendrán lucha contra las naciones poderosas haciendo que sea una época de gran convulsión y conflictos durante este tiempo el Reino de Dios entraría en acción durante el tiempo de la última potencia mundial la potencia (angloamericana)  —los pies de hierro y barro— y reduciría a añicos todos los gobiernos del planeta. Luego el Reino de Dios se restaurara para siempre sobre el mundo entero.
En el mito de las edades de Hesíodo, habla de las Edades de la humanidad: siendo la Edad de Oro la primera, de acuerdo con la degradación de los metales, seguida por la Edad de Plata, la Edad de Bronce, y por último, la Edad de Hierro o la heroica. Muy similar a la historia de Daniel, lo que lleva a pensar algunos, que ya existía una tradición oral, sobre las edades del hombre.

## Simbología e interpretaciones escatológicas
Las siguientes son algunas interpretaciones
- La figura de la estatua simboliza al ser humano y su futuro, también simboliza a las naciones o imperios que regirían el mundo.
- El oro simboliza la luz de Dios, en este caso un pueblo elegido por Dios para gobernar, siendo Nabucodonosor la cabeza.
- Los cuatro imperios sucesivos, dependiendo del interpretador, son:

1. El imperio asirio-babilónico.
2. El imperio medo-persa.
3. El imperio greco-macedonio.
4. Finalmente, el imperio romano.

o
1. El imperio babilónico.
2. El imperio medo.
3. El imperio persa.
4. Por último, el de los ptolomeo-seléucida.

- Los Imperios serían una sucesión uno de otro,

1. El reino de oro es el imperio babilónico, una autocracia 604-538 a. C.
2. El reino del pecho de plata, el imperio medo-persa, 538-333 a. C.
3. El tercer reino, el imperio griego fundado por Alejandro Magno, 490-146 a. C., y sus sucesores en Siria y Egipto, simbolizándolo con el estómago de bronce, un gobierno monárquico militar aristocrático.
4. Las piernas de hierro (fortaleza), simbolizan a la Roma pagana por medio de los césares. Un imperio democrático, 455-27 a. C.
5. Los dedos de hierro y barro cocido, simbolizan a Europa en los últimos tiempos.

- También se interpretan como cuatro reinados o reyes y no imperios, empezando con Nabucodonosor y terminando con el rey Nabonido.
- La Piedra no cortada con manos, se convierte en una montaña que cubre toda la tierra, representa a Dios, el cual de acuerdo con la Biblia, el mensaje de Dios para la humanidad, de las características de su Reino, en su Segunda Venida.
- Otros interpretan esta piedra, como al Rey Ciro, quien según los judíos, fue guiado por Dios, para su liberación y regreso a Israel.[18]
- La estatua es destruida por la piedra, o sea los imperios mundiales, desde el babilónico hasta el último reino en los Postreros días conformado por 10 naciones.
- En Figuras de hombres, han sido varias las que los judíos han visto, como "los reyes del mal", entre ellos figuran Hitler, Carlomagno y Antioco Epìfanes, el cual abolió el culto a Dios en Jerusalén, allá por el 165 a. C.